# L'Incorrect
L'Incorrect est un magazine mensuel français dont le positionnement se situe entre la « droite de la droite » et l'extrême droite, fondé par Jacques de Guillebon, Laurent Meeschaert, Benoît Dumoulin et Arthur de Watrigant.
Il suit une ligne éditoriale voulant rapprocher politiquement droite et extrême droite, qualifiée de « droite hors les murs », et regroupe des auteurs de droite identitaire, catholiques traditionalistes, des Républicains, du Rassemblement national,, ou de Reconquête.

## Histoire du magazine et rédaction
Le magazine est financé par Charles Beigbeder et Laurent Meeschaert membres de l'Avant-Garde, think tank de l’ancien ministre Charles Millon
« qui avait fait alliance avec le Front national pour gagner les élections régionales » et est lancé en septembre 2017 par des personnalités de droite et d’extrême droite. Il comprend de nombreux proches de Marion Maréchal tels que Jacques de Guillebon, directeur de la rédaction et ancien éditorialiste à La Nef, mensuel catholique traditionaliste, Arnaud Stéphan, son ancien attaché parlementaire, ou des personnalités proches de ses idées politiques, comme Damien Rieu de Génération identitaire (ou Bruno Larebière, « ancien rédacteur en chef de Minute » qui rejoint la rédaction entre 2018 et 2022).
Après la constitution de la rédaction — Laurent Meeschaert est directeur de la publication, Jacques de Guillebon rédacteur en chef et Arthur de Watrigant rédacteur en chef adjoint — le premier numéro de 90 pages titré « Ceux qui ne sont RIEN », sort en kiosque le 7 septembre 2017 à 10 000 exemplaires. En 2022, la diffusion est de 15 000 exemplaires et le magazine comprend sept salariés à temps plein. Depuis 2017, Laurent Meeschaert doit, chaque année, combler le déficit financier.
Le 20 juin 2022, le journal La Lettre A annonce que Jacques de Guillebon change de fonction pour se consacrer au développement du titre, notamment numérique et intellectuel. La direction de la rédaction du magazine est confiée à Arthur de Watrigant à partir de septembre 2022. Cette décision est imputée à Laurent Meeschaert, principal actionnaire et directeur de la publication du magazine, alors candidat aux élections législatives de 2022 sous les couleurs du parti Reconquête d'Éric Zemmour dans la 4e circonscription de l'Oise. C’est la parution d'un article jugé trop critique à l’égard d'Éric Zemmour qui en serait la cause.
L'Incorrect bénéficie en avril 2024 d'un don de 18 000 euros du projet Périclès du milliardaire Pierre-Édouard Stérin,.

## Ligne éditoriale
En 2017, La Croix définit L'Incorrect comme un « magazine entre droite et extrême droite » qui « prolonge la ligne « conservatrice » et « identitaire » de Marion Maréchal Le Pen ». Pour Marianne, le mensuel créé par « les nostalgiques de Marion Maréchal-Le Pen […] se situe au carrefour de la droite et de l'extrême droite ».
Selon France Culture, le mensuel « qui revendique lui-même un combat contre “la bien-pensance” » veut rapprocher politiquement la droite et l'extrême droite et s'adresse à « la droite conservatrice, antilibérale et eurosceptique ». Pour Libération, « l'Incorrect se veut au carrefour des droites, ou une version de ce que pourrait donner sur un plan culturel «l'union des droites», comprendre droite et extrême droite réunies, du moins une de ses formes, nettoyée des cadres FN et LR ou de politiques de premier plan ».
Selon Le Figaro, L'Incorrect dont le slogan est « Faites-le taire ! » a été lancé par « quelques personnalités entre droite et extrême droite », dont l'un des principaux actionnaires de la publication est Charles Beigbeder, « promoteur de la "droite hors les murs", au confluent de LR et du FN ». La rédaction selon M. Stéphan « sera très jeune, avec un ton différent et très rock'n'roll, composée de gens profondément de droite ».
En 2019 et 2023, Le Progrès et Mediapart qualifient L'Incorrect de « magazine d'extrême droite »,. En 2022, Le Monde le qualifie de « très droitier ». En 2023, BFM TV le situe « très à droite », Le HuffPost à « la droite de la droite » et L'Express le qualifie de « très droitier ».

## Convention de la droite en 2019
CNews rapporte que «  le patron du mensuel L'Incorrect » coorganise la « convention de droite » le 28 septembre 2019 à Paris en réunissant une trentaine de personnalités « de la droite conservatrice et identitaire », parmi lesquelles Marion Maréchal, Éric Zemmour, Robert Ménard et Jean-Frédéric Poisson. L'objectif est de bâtir « l'alternative au progressisme, au multiculturalisme et au libre-échange ». 
Selon Le Monde, cette convention de la droite donne lieu « en pratique, à des heures de discours identitaires et de rhétorique anti-immigration et islamophobe décomplexée », reprenant « tous les classiques de l’extrême droite ». Le quotidien critique par ailleurs l'essayiste Raphaël Enthoven, venu représenter « l’autre camp », pour sa participation à cet événement.

## Procès pour diffamation
En novembre 2020, L'Incorrect qualifie Valérie Pécresse, présidente de la région Île-de-France, de « collabo » de l'islamisme. À la suite de ce propos, le magazine est condamné, en novembre 2023, pour diffamation à verser 3 500 euros à Valérie Pécresse, dont 1 500 pour le préjudice moral.